# Josh Caygill
Josh Caygill, née le 22 juin 1989 à Dewsbury, est un pilote automobile britannique. Il participe à des courses de voiture de Grand tourisme dans des championnats tels que le Championnat du monde d'endurance FIA pour l'écurie américano-britannique United Autosports.

## Carrière

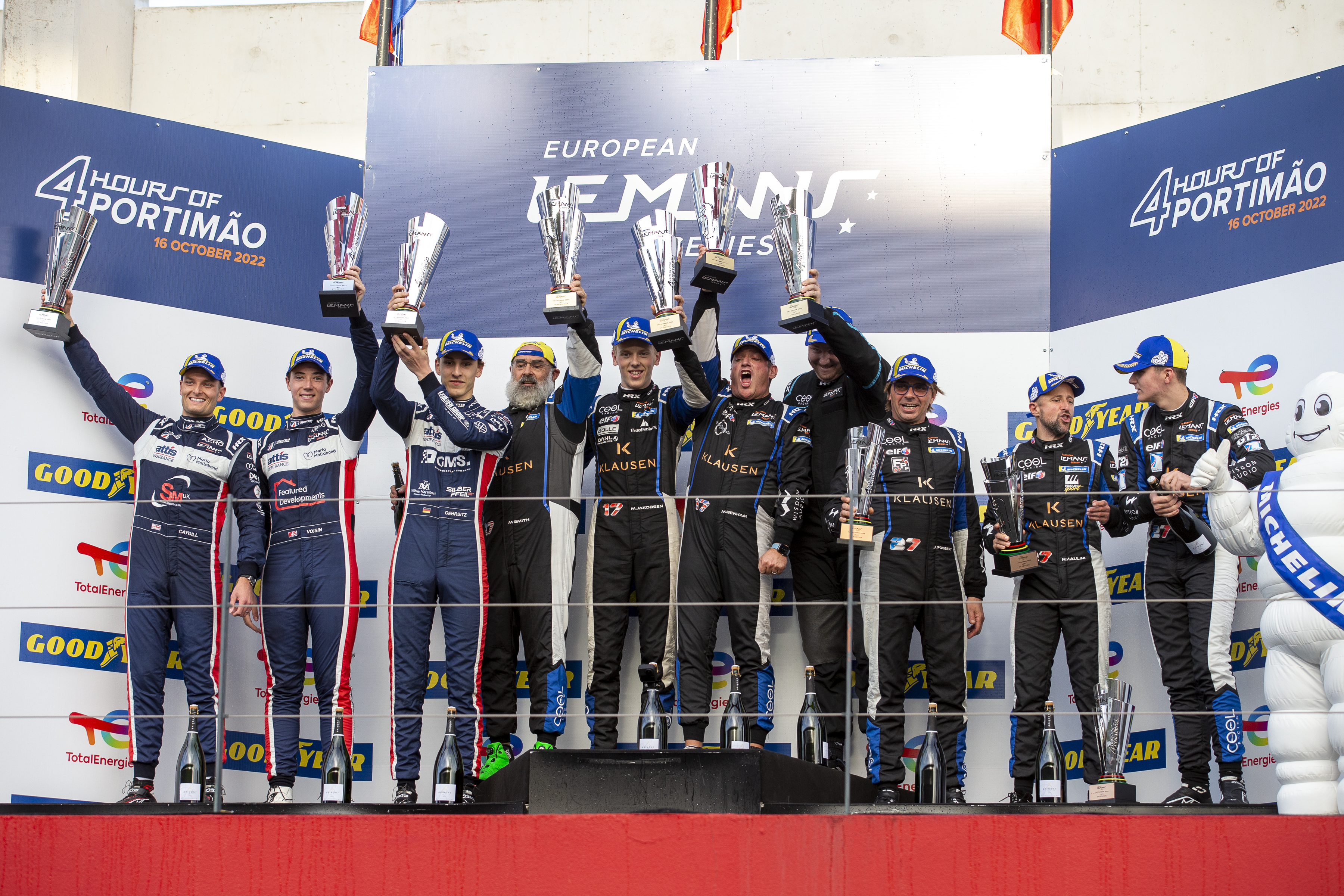
Josh Caygill sur le podium des 4 Heures de Portimão 2022

En 2022, Josh Caygill s'engage auprès de l'écurie américano-britannique United Autosports afin de participer à l’intégralité du championnat European Le Mans Series au volant d'une Ligier JS P320 dans la catégorie LMP3. Il a comme coéquipiers le pilote britannique Bailey Voisin et le pilote allemand Finn Gehrsitz.
En 2023, Josh Caygill n'a pas de programme annuel. Néanmoins, il profite de l'indisponibilité des pilotes Gerry Kraut et Scott Andrews afin de participer avec l'écurie américano-britannique United Autosports à la manche d'Aragon du championnat Michelin Le Mans Cup. Il réalise lors des qualifications la pole position mais malheureusement, il a fini la course en 20e position à la suite d'un problème lors de l'arrêt au stand,,. À la suite de cette course, il intègre l'équipage de l'écurie irlandaise Murphy Prototypes afin de participer à la manche de Spa-Francorchamps de ce même championnat.
En 2024, Josh Caygill effectue son retour au sein de l'écurie américano-britannique United Autosports afin de participer au Championnat du monde d'endurance FIA dans la catégorie LMGT3 au volant d'une McLaren 720S GT3 et avec comme coéquipiers le pilote chilien Nico Pino et le pilote japonais Marino Sato.

## Palmarès

### Championnat du monde d'endurance FIA
| Année | Écurie            | Voiture          | Classe | Pneus | 1   | 2   | 3   | 4   | 5   | 6   | 7   | 8   | Total | Pos. |
| ----- | ----------------- | ---------------- | ------ | ----- | --- | --- | --- | --- | --- | --- | --- | --- | ----- | ---- |
| 2024  | United Autosports | McLaren 720S GT3 | LMGT3  | G     | QAT | IMO | SPA | LMS | SÃO | CDM | FUJ | BHR | *     | *    |

* Saison en cours.

### European Le Mans Series
| Année | Écurie            | Châssis        | Moteur                    | Classe | 1     | 2        | 3     | 4     | 5        | 6     | Position | Points |
| ----- | ----------------- | -------------- | ------------------------- | ------ | ----- | -------- | ----- | ----- | -------- | ----- | -------- | ------ |
| 2022  | United Autosports | Ligier JS P320 | Nissan VK56 5,6 l V8 Atmo | LMP3   | LEC 2 | IMO Abd. | MON 5 | BAR 9 | SPA Abd. | POR 2 | 9e       | 49     |

### Michelin Le Mans Cup
| Année | Écurie            | Châssis            | Moteur                    | Classe | 1   | 2   | 3   | 4   | 5      | 6       | 7   | Position | Points |
| ----- | ----------------- | ------------------ | ------------------------- | ------ | --- | --- | --- | --- | ------ | ------- | --- | -------- | ------ |
| 2023  | United Autosports | Ligier JS P320     | Nissan VK56 5,6 l V8 Atmo | LMP3   | BAR | LMS | LMS | LEC | ARA 20 | SPA     | POR | 30e      | 2      |
| 2023  | Murphy Prototypes | Duqueine M30 - D08 | Nissan VK56 5,6 l V8 Atmo | LMP3   | BAR | LMS | LMS | LEC | ARA    | SPA Nc. | POR | 30e      | 2      |